# アイエム電子
アイエム電子株式会社（あいえむでんし、英: IM ELECTRONICS Co.,Ltd.）は、鳥取県鳥取市に本社がある、先進運転支援システム（ADAS）や、カーエレクトロニクスに使用される車載電装部品を中心とした受託生産（EMS）を行う企業である。

## 主な沿革
- 1970年（昭和45年）10月　鳥取県岩美郡岩美町に岩美電子工業の名をもって創業。
- 1976年（昭和51年）7月　鳥取市卯垣にイズミ電子株式会社を設立。
- 1978年（昭和53年）9月　鳥取市浜坂に本社機構としてアイエム電子株式会社を設立。
- 1980年（昭和55年）4月　鳥取市八頭郡にグレース電子株式会社を設立。
- 1984年（昭和59年）6月　鳥取市浜坂に本社工場としてアイエムエレクトロニクス株式会社を設立。
- 1990年（平成2年）4月　生産技術部門を独立させアイエムエンジニアリング株式会社を設立。
- 2000年（平成12年）9月　中華人民共和国広東省珠海市に艾牧電子(珠海)有限公司を設立。
- 2004年（平成16年）8月　国内のグループ会社をアイエム電子株式会社へ経営統合。
- 2005年（平成17年）5月　中華人民共和国広東省珠海市白蕉工場区に中国工場新設移転。
- 2006年（平成18年）11月　イズミ・グレース工場を若葉台工場に統合して稼動開始。
- 2011年（平成23年）3月　タイ王国アユタヤ県にてアイエム電子タイランド株式会社を設立。
- 2012年（平成24年）10月　タイ王国サムットプラーカーン県にタイ工場を新設移転し、操業開始。

## 事業所一覧
- 本社
  - 鳥取県鳥取市山城町6-40
- 岩美工場
  - 鳥取県岩美郡岩美町浦富1014-5
- 若葉台工場
  - 鳥取県鳥取市若葉台南7-1-25

### 海外グループ会社
- 艾牧電子(珠海)有限公司
  - 中華人民共和国広東省珠海市白蕉工場区
- アイエム電子タイランド株式会社
  - タイ王国サムットプラーカーン県バーンプー工業団地

## 特筆事項
鳥取県立鳥取砂丘こどもの国とネーミングライツ契約を締結し、同施設は「アイエム電子鳥取砂丘こどもの国」の愛称を使用している